# Альберт Паріс Ґютерсло
Альберт Паріс Ґютерсло, справжнє ім'я Альберт Конрад Кітрейбер (нім. Albert Paris Gütersloh; 5 лютого 1887, Відень — 16 травня 1973, Баден, Австрія) — австрійський художник і письменник, духовний батько віденської художньої школи фантастичного реалізму.

## Життя та творчість
А. Кітрейбер навчався у католицьких гімназіях у Мельці та Больцано оскільки, за бажанням батьків, мав стати духовною особою. Однак у 1904 році Кітрейбер починає навчання на актора, а потім виступає в провінційних театрах Австро-Угорщини та Німеччини, за допомогою Макса Рейнгардта отримує місце в берлінському Німецькому театрі.
Як художник Кітрейбер вперше заявив про себе на міжнародній виставці у Відні 1909 року. Потім виставлявся у віденському Арт-Клубі, на Віденському Сецесіоні, а також у Франції, Італії, Німеччині. У 1911 році поїхав до Парижа, де працював художнім критиком, у 1911—1912 роках брав уроки олійного живопису у Моріса Дені. Повернувшись до Відня, став учнем Густава Клімта і увійшов до останнього кола художників — поряд з Егоном Шіле та Йозефом Гофманом.
У 1911 році побачив світ перший, експресіоністський роман Кітрейбера «Танцуюча дурниця». З 1914 він займався також видавничою справою, випускав журнал Der Kuckabout; в 1918—1919 — журнал Die Rettung (Порятунок). 1922 року вийшов його другий роман — «Лгун серед громадян»; того ж року письменнику було присуджено літературну премію Теодора Фонтейна. У 1921 Кітрейбер офіційно змінив своє ім'я на Альберт Паріс фон Ґютерсло (як він себе сам називає ще з 1906 року). 1926 року вийшов його автобіографічний твір «Визнання сучасного художника».
У 1919—1921 роках А. Гютерсло працював головним режисером мюнхенського Будинку театру, у цей час виступав як сценічний художник віденського Бургтеатру. У 1930—1938 роках він — професор у віденській школі прикладного мистецтва, з 1933 по 1939 — член Віденської сецесії. Після аншлюсу Австрії Гютерсло був оголошений націонал-соціалістами представником дегенеративного живопису, в 1938 позбавлений звання професора, а в 1940 йому було заборонено малювати. У період з 1938 по 1948 художник знімав житло спільно з відомим письменником Хайміто фон Додерером, автором першої монографії від Гютерсло (Der Fall Gütersloh (1930)). 1962 року Гютерсло видав роман «Сонце і Місяць», де карикатурно вивів образ Додерера, після чого дружба між письменниками припинилася.
З 1945 по 1962 рік Гютерсло керував художньою школою при віденській Академії образотворчих мистецтв. З 1953 він — ректор школи, з 1955 року — професор. З 1951 — перший президент Федерації художників-модерністів Австрії. Був лауреатом низки мистецьких та літературних премій Австрії.
До століття від дня народження А. П. Гютерсло у 1987 році австрійською поштою було випущено спеціальну поштову марку.